# (35833) 1999 JN57
1999 JN57 (asteroide 35833) é um asteroide da cintura principal. Possui uma excentricidade de 0.17917620 e uma inclinação de 13.34447º.
Este asteroide foi descoberto no dia 10 de maio de 1999 por LINEAR em Socorro.